# Guidage (mécanique)
Pour les articles homonymes, voir Guidage.

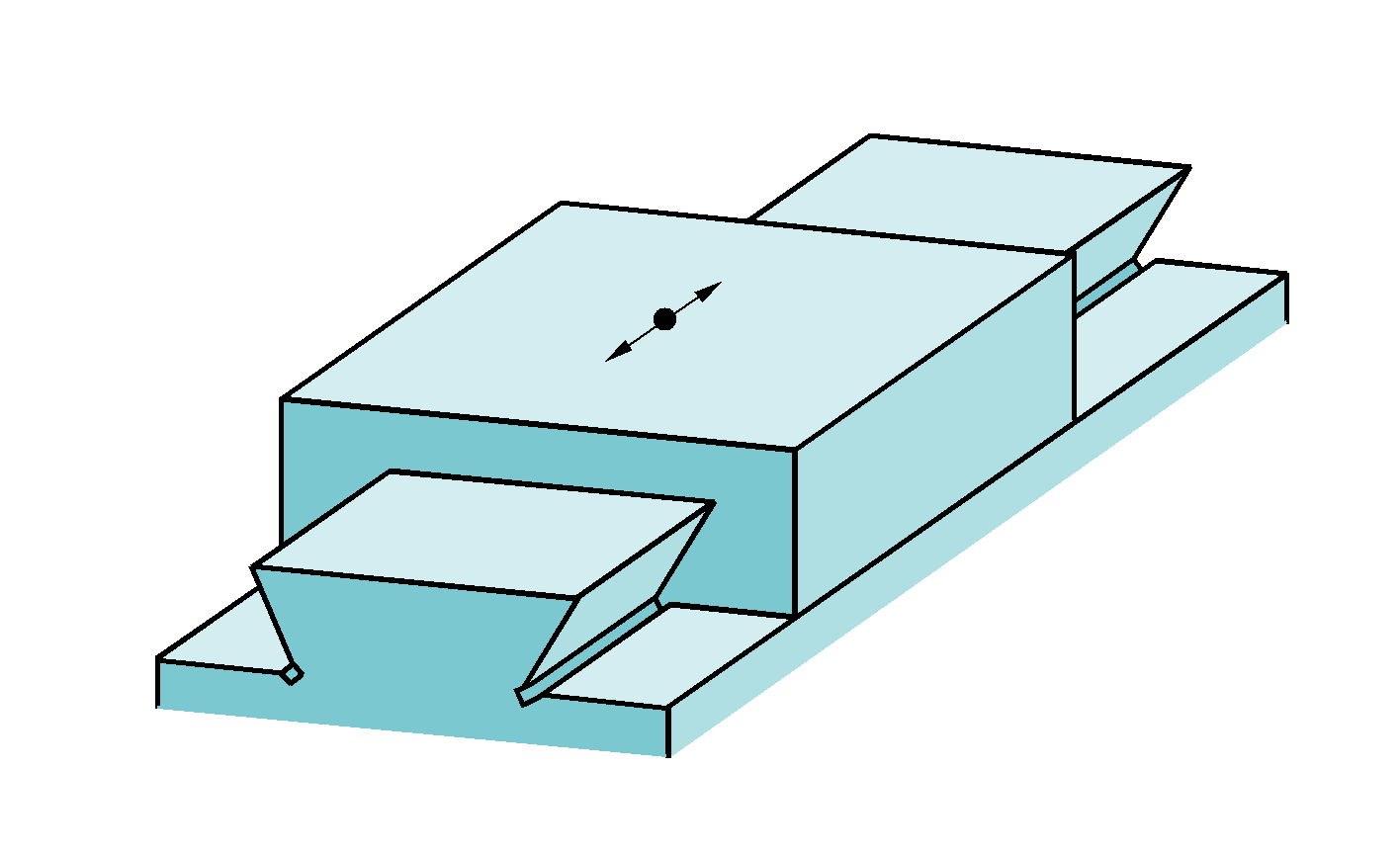
Un guidage coulissant avec queue d'aronde

En mécanique, le guidage est une action assurée par un joint cinématique dans un mécanisme. Par exemple une glissière assure un guidage en translation.
Les glissières de guidage constituent l’un des organes les plus importants dans les machines-outils. Elles font partie de l’âme mécanique d’une machine et contribuent pour une large part à sa précision, ses performances et sa durée de vie.
Il existe aujourd’hui différents types de glissières dont les plus importants sont :
- les glissières à contact direct (palier lisse).
- les glissières hydrostatiques et hydrodynamiques.
- les glissières à éléments roulants.

Pour répondre aux exigences de plus en plus élevées des constructeurs de machines, les glissières doivent posséder des propriétés de plus en plus nombreuses comme :
- grande précision de fonctionnement et de positionnement (sans jeu)
- reproductibilité du positionnement précise après plusieurs déplacements
- grande rigidité
- capacités de charge statiques et dynamique élevées
- bonnes propriétés d’amortissement
- bonne résistance à la rupture
- bonne étanchéité
- montage simple.

Il n’existe pas à ce jour de glissières possédant toutes ces propriétés et remplissant toutes les exigences de manière optimale. Le choix est grand, mais l’expérience montre que la glissière la mieux adaptée aux exigences définies est représentée par la glissière à éléments roulants.
On peut avancer sans risques que l’amélioration d’un guidage à éléments roulants résulte en partie de la réduction du coefficient de frottement coulisseau-guide. En effet, des progrès ont été accomplis, en particulier en substituant au frottement de glissement, le frottement de roulement. Les coefficients de frottement passent alors de 0,1 à 0,2 (cas du glissement) à 0,01 jusqu’à 0,002 (cas du roulement).
L’avantage que présente ce type de guidage lui confère de grandes possibilités d’applications dans pratiquement toutes les branches d’activités.
Il convient donc de bien connaître et de mieux se familiariser avec ce type de technologie, pour pouvoir l’implanter sur les machines.